# موتور نفاث
محرك نفاث بدائي (بالإنجليزية: Motorjet)‏ هو تصميم بدائي للمحرك النفاث والذي أحيانا يسمى بالنفاث الحراري، هذا التعريف يستخدم حاليا بشكل عام على تصميم المحرك النبضي الذي لا يمت بصلة بالموضوع هنا. بقلب المحرك النفاث هو محرك أوتو ذو بستون (لذلك سمي بالموتور), ولكنه بدلا من أن يحرك المراوح فهو يحرك الضاغط. الهواء المضغوط يتجه نحو غرفة الاحتراق حيث تحقن بالوقود وتشعل. الحرارة العالية الناتجة من الاحتراق تسبب الغازات الموجودة بالغرفة بالتمدد, وهذا الضغط العالي يسبب بخروجها من العادم مما يعطي قوة رد فعل حراري تقود المحرك.

رسم توضيحي يبين الأجزاء المهمة لمحرك ماطور نفاث المثبت على الطائرة

محركات الموتور النفاث تنتج دفع أكثر من المراوح propellers المثبتة على محرك البستون، وقد أثبت نجاحها على عدد من الطائرات المختلفة.
أهملت أبحاث المحرك النفاث بعد الحرب العالمية الثانية حيث أعطى المحرك التوربين النفاث حلول عملية أكثر للقوة النفاثة حيث استعمل النفث الخارج من العادم لإدارة التوربين الغازي, مما ينتج قوة إضافية لتحريك الضاغط بدون الحاجة لوزن زائد للمحرك المكبس.

## تاريخ المحرك
- عام 1908، رينيه لورين أول من اقترح تصميم محرك نفاث.
- أول تطبيق لأساسيات الماطور النفاث كان عن طريق هنري كواندا على طائرته كواندا 1910.
- في عام 1917, الفرنسي موريز جاتيدون اقترح مخطط قاذف موريز فيه محرك متردد يدير ضاغط لتوفير الهواء إلى غرفة احتراق بها وقود سائل مما يصرفها بواسطة خرطوش مخصر - موسع يؤدي بالنهاية إلى الهواء الخارجي.
- تعريف محرك نفاث ظهر ببراءة اختراع في بريطانيا بواسطة جي ار هاريس عام1917.
- الاكتشاف الثاني بواسطة سيكوندو كامبيني أوائل الثلاثينات ولم تخرج الطائرة سي سي 2 ذات الماطور النفاث إلى النور إلا عام 1940 حيث طارت تحت التجربة من نفس العام. كامبيني أنشأ تسمية خاطئة النفاث الحراري على محركات الماطور النفاث.
- المهندس ايستمان جاكوبس من وكالة ناسا كان يتابع ابحاث على تلك المحركات بالأربعينات لعمل مشروع ولكنه لم يكمل مشروعه حيث تقنية المحركات النفاثة تعدت تقنية تلك المحركات.
- طور المهندسون اليابانيون محرك TSU-11 لتعمل على طائرات أوكا كاميكازي كبديل لمحركات الصواريخ التي كانت تستعملها تلك الطائرات.
- صمم السوفييت طائرة ميكوين عام 1944 وتستخدم محرك مكبس ليدير المراوح الموجودة بمقدمة الطائرة وضاغط compressor محرك نفاث يؤدي إلى عادم نفاث بمؤخرة الطائرة. ما بين 10 إلى 50 طائرة من هذا النوع تم إنتاجها a k a Mig-13 وأدخلت الخدمة بالبحرية السوفييتية حتى الخمسينات من القرن الماضي حيث انتهى أمرها.